# Poria hypobrunnea
Poria hypobrunnea är en svampart som beskrevs av Petch 1916. Poria hypobrunnea ingår i släktet Poria och familjen Polyporaceae.   Inga underarter finns listade i Catalogue of Life.